# Серебрянка (Молодечненський район)
Серебрянка (біл. вёска Сярэбранка) — село в складі Молодечненського району Мінської області, Білорусь. Село підпорядковане Радошковицькій сільській раді, розташоване в центральній частині області.